# Диктис Критский
Ди́ктис Кри́тский (лат. Dictys Cretensis, др.-греч. Δίκτυς ὁ Κρής) — персонаж древнегреческой мифологии с Крита; согласно мифам, товарищ Идоменея во время осады Трои.
По преданию, его записки о войне на греческом языке были переведены в IV веке на латынь и оформлены как «Дневник Троянской войны» (лат. Ephemeris belli Troiani), — сочинение, на которое, совместно с «Историей» Дарета Фригийского, ссылались средневековые историки, описывая Трою, как например, французский придворный историограф Бенуа де Сент-Мор в своём «Романе о Тро́е» (фр. Roman de Troie, 1160 год).